# Paul Frère
Paul Frère (* 30. Januar 1917 in Le Havre, Frankreich; † 23. Februar 2008 in Saint-Paul-de-Vence, Frankreich) war ein belgischer Autorennfahrer, Journalist und Buchautor.

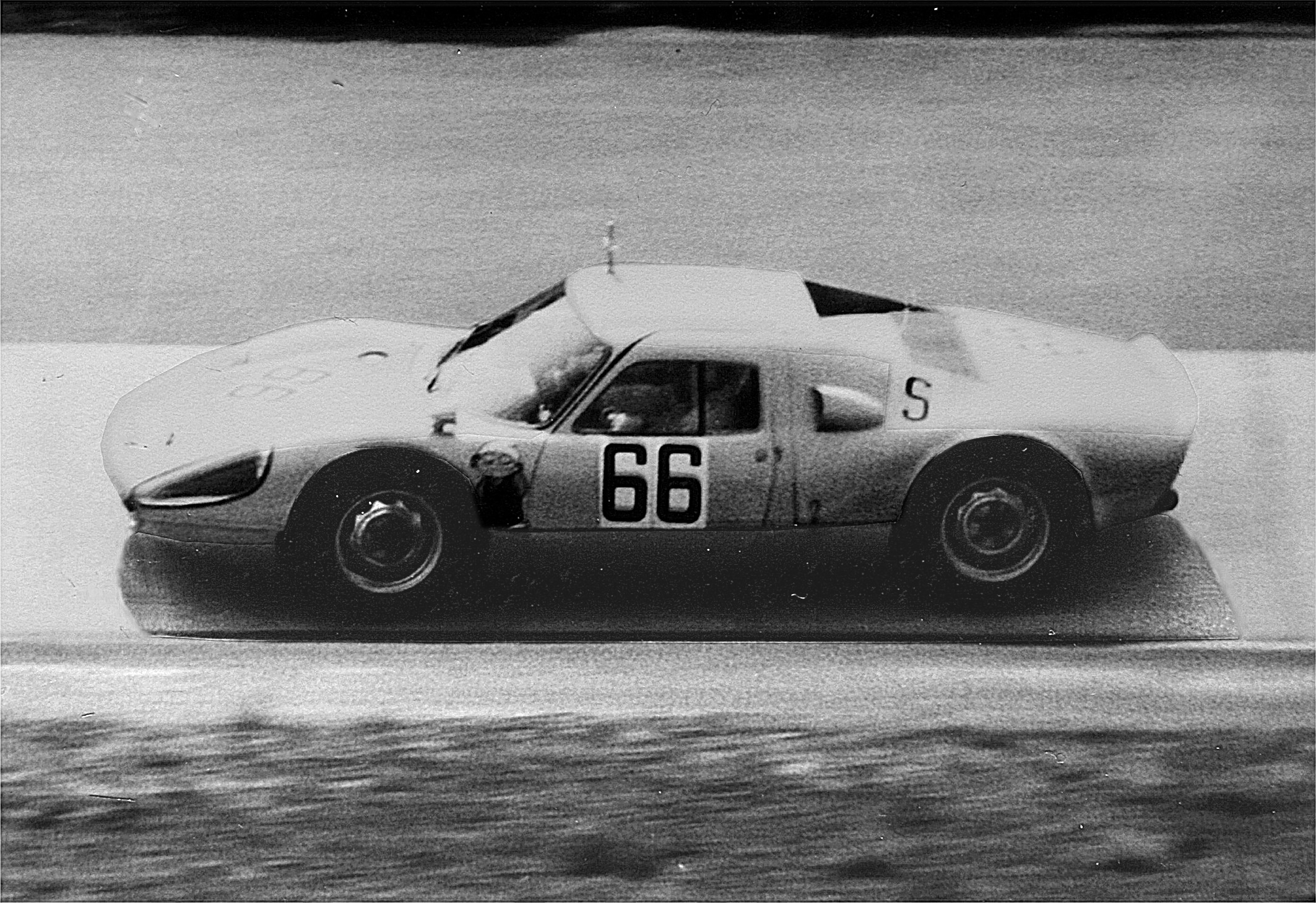
Porsche 904 Kamerawagen von Frère/Günzler beim 1000-km-Rennen auf dem Nürburgring 1966

## Karriere
Paul Frère war sowohl ein Rennfahrer als auch ein weltbekannter Automobil-Journalist. Schon als Kind las er die Motorsport-Zeitschriften seines Vaters und kannte jede Marke. Sein Onkel nahm ihn öfter als Zuschauer mit nach Spa-Francorchamps und von da an wollte sich Frère ausschließlich mit Motorsport beschäftigen.
Sein erstes Rennen waren die 24 Stunden von Spa 1948. 1949 war er ebenfalls angemeldet, kam aber nicht zum Zuge, da sein Partner Jock Horsfall die 24 Stunden alleine bestritt.
Später fuhr er für das kleine britische Team HWM, für das er einen fünften Platz beim Grand Prix von Belgien 1952 erreichte. Defekte verhinderten weitere Punkte für ihn.
Er wollte Motorsport-Journalist werden, weil ihm das Zeit ließ, an Rennen teilzunehmen, und tatsächlich wurde er immer wieder von Teams zu Rennen eingeladen. Ein Mercedes-Engagement scheiterte knapp, aber auf Gordini trat er mehrmals an. Für 1955 empfahl er sich Ferrari, die ihn zu Testfahrten einluden. Einen Vollzeitjob lehnte er im Hinblick auf seinen Beruf und seine Familie ab, erklärte sich aber bereit, immer dann einzuspringen, wenn ein Fahrer benötigt wurde. Er erreichte einen vierten Platz beim Großen Preis von Belgien 1955 und einen zweiten Platz beim Großen Preis von Belgien 1956.
Frère konzentrierte sich zunehmend auf Langstreckenrennen. Beim 24-Stunden-Rennen von Le Mans 1955, bei dem durch den tödlichen Unfall Pierre Leveghs auch 83 Zuschauer den Tod fanden, wurde er Zweiter, ebenso 1959. Das Jahr 1960 brachte den Sieg in Le Mans. Danach zog er sich vom Rennsport zurück, um sich ganz dem Schreiben zu widmen.
1966 setzte er sich noch einmal ans Steuer und pilotierte zusammen mit Rainer Günzler einen Porsche 904 als Kamerawagen für das ZDF beim 1000-km-Rennen auf dem Nürburgring 1966 auf dem Nürburgring. Den etwas veralteten Wagen, der noch die 70 kg schwere Kameraausrüstung trug, qualifizierte Frère auf den 26. Platz unter 77 Teilnehmern. Im Rennen gab es 18 Runden lang Live-Bilder aus dem Cockpit des Rennwagens.
In Deutschland wurde Paul Frère, der fließend Deutsch sprach, vor allem durch seine Autotests in der ZDF-Sendung „Telemotor“, die er von 1978 bis 1987 durchführte, bekannt.
Paul Frère war auch dreifacher Belgischer Meister im Rudern: 1946 und 1947 im Vierer ohne Steuermann und ebenfalls 1946 im Vierer mit Steuermann.
Bis zu seinem Tod war Frère als Automobil-Journalist tätig und nahm auch hin und wieder probeweise am Steuer eines Rennwagens Platz. Im September 2008, unmittelbar vor dem Großen Preis von Belgien, wurde die bisherige Stavelot-Kurve des Circuit de Spa-Francorchamps umbenannt in Courbe Paul Frère.

## Statistik

### Statistik in der Automobil-Weltmeisterschaft

#### Gesamtübersicht
| Saison | Team             | Chassis                 | Motor          | Rennen | Siege | Zweiter | Dritter | Poles | schn. Rennrunden | Punkte | WM-Pos. |
| ------ | ---------------- | ----------------------- | -------------- | ------ | ----- | ------- | ------- | ----- | ---------------- | ------ | ------- |
| 1952   | HW Motors        | HWM 52                  | Alta 2.0 L4    | 2      | −     | −       | −       | −     | −                | 2      | 16.     |
| 1952   | Ecurie Belge     | Gordini Type 15         | Gordini 1.5 L4 | 1      | −     | −       | −       | −     | −                | 2      | 16.     |
| 1953   | HW Motors        | HWM 53                  | Alta 2.0 L4    | 2      | −     | −       | −       | −     | −                | −      | NC      |
| 1954   | Equipe Gordini   | Gordini Type 16         | Gordini 2.0 L6 | 3      | −     | −       | −       | −     | −                | −      | NC      |
| 1955   | Scuderia Ferrari | Ferrari 555 Supersqualo | Ferrari 2.5 L4 | 2      | −     | −       | −       | −     | −                | 3      | 15.     |
| 1956   | Scuderia Ferrari | Ferrari D50             | Ferrari 2.5 V8 | 1      | −     | 1       | −       | −     | −                | 6      | 7.      |
| Gesamt | Gesamt           | Gesamt                  | Gesamt         | 11     | −     | 1       | −       | −     | −                | 11     |         |

#### Einzelergebnisse
| Saison | 1 | 2   | 3   | 4 | 5   | 6   | 7   | 8 | 9 |
| ------ | - | --- | --- | - | --- | --- | --- | - | - |
| 1952   |   |     |     |   |     |     |     |   |   |
|        |   | 5   |     |   | DNF | DNF |     |   |   |
| 1953   |   |     |     |   |     |     |     |   |   |
|        |   |     | 10  |   |     |     | DNF |   |   |
| 1954   |   |     |     |   |     |     |     |   |   |
|        |   | DNF | DNF |   | DNF |     |     |   |   |
| 1955   |   |     |     |   |     |     |     |   |   |
|        | 8 |     | 4   |   |     |     |     |   |   |
| 1956   |   |     |     |   |     |     |     |   |   |
|        |   |     | 2   |   |     |     |     |   |   |

| Legende  | Legende            | Legende                                                          |
| Farbe    | Abkürzung          | Bedeutung                                                        |
| -------- | ------------------ | ---------------------------------------------------------------- |
| Gold     | –                  | Sieg                                                             |
| Silber   | –                  | 2. Platz                                                         |
| Bronze   | –                  | 3. Platz                                                         |
| Grün     | –                  | Platzierung in den Punkten                                       |
| Blau     | –                  | Klassifiziert außerhalb der Punkteränge                          |
| Violett  | DNF                | Rennen nicht beendet (did not finish)                            |
| Violett  | NC                 | nicht klassifiziert (not classified)                             |
| Rot      | DNQ                | nicht qualifiziert (did not qualify)                             |
| Rot      | DNPQ               | in Vorqualifikation gescheitert (did not pre-qualify)            |
| Schwarz  | DSQ                | disqualifiziert (disqualified)                                   |
| Weiß     | DNS                | nicht am Start (did not start)                                   |
| Weiß     | WD                 | zurückgezogen (withdrawn)                                        |
| Hellblau | PO                 | nur am Training teilgenommen (practiced only)                    |
| Hellblau | TD                 | Freitags-Testfahrer (test driver)                                |
| ohne     | DNP                | nicht am Training teilgenommen (did not practice)                |
| ohne     | INJ                | verletzt oder krank (injured)                                    |
| ohne     | EX                 | ausgeschlossen (excluded)                                        |
| ohne     | DNA                | nicht erschienen (did not arrive)                                |
| ohne     | C                  | Rennen abgesagt (cancelled)                                      |
| ohne     | keine WM-Teilnahme |                                                                  |
| sonstige | P/fett             | Pole-Position                                                    |
| sonstige | 1/2/3/4/5/6/7/8    | Punktplatzierung im Sprint-/Qualifikationsrennen                 |
| sonstige | SR/kursiv          | Schnellste Rennrunde                                             |
| sonstige | *                  | nicht im Ziel, aufgrund der zurückgelegten Distanz aber gewertet |
| sonstige | ()                 | Streichresultate                                                 |
| sonstige | unterstrichen      | Führender in der Gesamtwertung                                   |

### Le-Mans-Ergebnisse
| Jahr | Team                     | Fahrzeug              | Teamkollege             | Platzierung             | Ausfallgrund       |
| ---- | ------------------------ | --------------------- | ----------------------- | ----------------------- | ------------------ |
| 1953 | Porsche KG               | Porsche 550 Coupé     | Richard von Frankenberg | Rang 15 und Klassensieg |                    |
| 1954 | David Brown              | Aston Martin DB3S     | Carroll Shelby          | Ausfall                 | Aufhängungsschaden |
| 1955 | Aston Martin Ltd.        | Aston Martin DB3S     | Peter Collins           | Rang 2 und Klassensieg  |                    |
| 1956 | Jaguar Cars Ltd.         | Jaguar D-Type         | Desmond Titterington    | Ausfall                 | Unfall             |
| 1957 | Equipe Nationale Belge   | Jaguar D-Type         | Freddy Rousselle        | Rang 4                  |                    |
| 1958 | Porsche KG               | Porsche 718 RSK       | Edgar Barth             | Rang 4 und Klassensieg  |                    |
| 1959 | David Brown Racing Dept. | Aston Martin DBR1/300 | Maurice Trintignant     | Rang 2                  |                    |
| 1960 | Scuderia Ferrari SpA     | Ferrari 250TR59/60    | Olivier Gendebien       | Gesamtsieg              |                    |

### Sebring-Ergebnisse
| Jahr | Team            | Fahrzeug         | Teamkollege | Platzierung | Ausfallgrund |
| ---- | --------------- | ---------------- | ----------- | ----------- | ------------ |
| 1957 | Renault Company | Renault Dauphine | Jean Lucas  | Rang 37     |              |

### Einzelergebnisse in der Sportwagen-Weltmeisterschaft
| Saison | Team                              | Rennwagen                                 | 1   | 2   | 3   | 4   | 5   | 6   | 7   | 8   | 9   | 10  | 11  | 12  | 13  | 14  | 15  | 16  | 17  | 18  | 19  | 20  | 21  | 22  |
| ------ | --------------------------------- | ----------------------------------------- | --- | --- | --- | --- | --- | --- | --- | --- | --- | --- | --- | --- | --- | --- | --- | --- | --- | --- | --- | --- | --- | --- |
| 1953   | Porsche                           | Chrysler Saratoga Porsche 550 Porsche 356 | SEB | MIM | LEM | SPA | NÜR | RTT | CAP |     |     |     |     |     |     |     |     |     |     |     |     |     |     |     |
| 1953   | Porsche                           | Chrysler Saratoga Porsche 550 Porsche 356 |     | 58  | 15  | DNF |     |     |     |     |     |     |     |     |     |     |     |     |     |     |     |     |     |     |
| 1954   | Aston Martin                      | Aston Martin DB3S                         | BUA | SEB | MIM | LEM | RTT | CAP |     |     |     |     |     |     |     |     |     |     |     |     |     |     |     |     |
| 1954   | Aston Martin                      | Aston Martin DB3S                         | DNF |     |     |     |     |     |     |     |     |     |     |     |     |     |     |     |     |     |     |     |     |     |
| 1955   | Aston Martin                      | Aston Martin DB2/4 Aston Martin DB3S      | BUA | SEB | MIM | LEM | RTT | TAR |     |     |     |     |     |     |     |     |     |     |     |     |     |     |     |     |
| 1955   | Aston Martin                      | Aston Martin DB2/4 Aston Martin DB3S      |     |     | DNF | 2   |     |     |     |     |     |     |     |     |     |     |     |     |     |     |     |     |     |     |
| 1956   | Renault Jaguar                    | Renault Dauphine Jaguar D-Type            | BUA | SEB | MIM | NÜR | KRI |     |     |     |     |     |     |     |     |     |     |     |     |     |     |     |     |     |
| 1956   | Renault Jaguar                    | Renault Dauphine Jaguar D-Type            |     |     | 110 | DNF |     |     |     |     |     |     |     |     |     |     |     |     |     |     |     |     |     |     |
| 1957   | Renault Ecurie Nationale Belge    | Renault Dauphine Jaguar D-Type            | BUA | SEB | MIM | NÜR | LEM | KRI | CAR |     |     |     |     |     |     |     |     |     |     |     |     |     |     |     |
| 1957   | Renault Ecurie Nationale Belge    | Renault Dauphine Jaguar D-Type            |     | 37  | 83  |     | 4   |     |     |     |     |     |     |     |     |     |     |     |     |     |     |     |     |     |
| 1958   | Porsche                           | Porsche 718 RSK                           | BUA | SEB | TAR | NÜR | LEM | RTT |     |     |     |     |     |     |     |     |     |     |     |     |     |     |     |     |
| 1958   | Porsche                           | Porsche 718 RSK                           |     |     |     | 7   | 4   |     |     |     |     |     |     |     |     |     |     |     |     |     |     |     |     |     |
| 1959   | Nadege Ferrier Aston Martin       | Porsche 356 Aston Martin DBR1             | SEB | TAR | NÜR | LEM | RTT |     |     |     |     |     |     |     |     |     |     |     |     |     |     |     |     |     |
| 1959   | Nadege Ferrier Aston Martin       | Porsche 356 Aston Martin DBR1             |     |     | 21  | 2   | 4   |     |     |     |     |     |     |     |     |     |     |     |     |     |     |     |     |     |
| 1960   | Ian Fraser-Jones Scuderia Ferrari | Porsche 718 RSK Ferrari 250TR             | BUA | SEB | TAR | NÜR | LEM |     |     |     |     |     |     |     |     |     |     |     |     |     |     |     |     |     |
| 1960   | Ian Fraser-Jones Scuderia Ferrari | Porsche 718 RSK Ferrari 250TR             |     |     |     | 9   | 1   |     |     |     |     |     |     |     |     |     |     |     |     |     |     |     |     |     |
| 1963   | Daniel Richmond                   | Austin-Mini Cooper                        | DAY | SEB | SEB | TAR | SPA | MAI | NÜR | CON | ROS | LEM | MON | WIS | TAV | FRE | CCE | RTT | OVI | NÜR | MON | MON | TDF | BRI |
| 1963   | Daniel Richmond                   | Austin-Mini Cooper                        | 27  |     |     |     |     |     |     |     |     |     |     |     |     |     |     |     |     |     |     |     |     |     |
| 1966   | ZDF                               | Porsche 904                               | DAY | SEB | MON | TAR | SPA | NÜR | LEM | MUG | CCE | HOK | SIM | NÜR | ZEL |     |     |     |     |     |     |     |     |     |
| 1966   | ZDF                               | Porsche 904                               |     |     | DNF |     |     |     |     |     |     |     |     |     |     |     |     |     |     |     |     |     |     |     |